# Miastkowo (gmina)

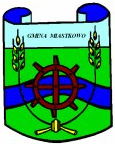
Logo gminy

Miastkowo – gmina wiejska w województwie podlaskim, w powiecie łomżyńskim. W latach 1975–1998 gmina położona była w województwie łomżyńskim.
Siedziba gminy to Miastkowo.

## Struktura powierzchni
Według danych z roku 2002 gmina Miastkowo ma obszar 114,84 km², w tym:
- użytki rolne: 62%
- użytki leśne: 30%

Gmina stanowi 8,48% powierzchni powiatu.

## Demografia
Według Powszechnego Spisu Ludności z 1921 roku gminę zamieszkiwało 4.560 osób, 4.394 było wyznania rzymskokatolickiego, 4 prawosławnego, 5 ewangelickiego, 1 greckokatolickiego a 156 mojżeszowego. Jednocześnie 4.424 mieszkańców zadeklarowało polską przynależność narodową, 132 żydowską, 3 rosyjską a 1 rusińską. Było tu 659 budynków mieszkalnych.

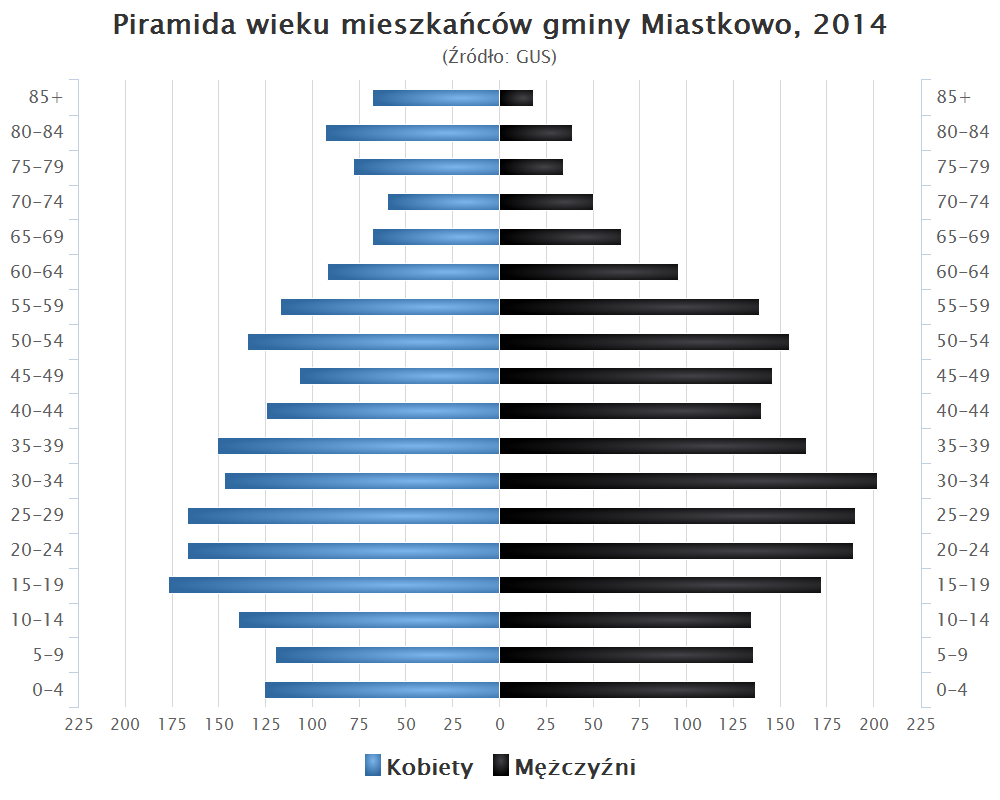
Piramida wieku mieszkańców gminy Miastkowo w 2014 roku

Dane z 30 czerwca 2004:
| Opis                              | Ogółem | Ogółem | Kobiety | Kobiety | Mężczyźni | Mężczyźni |
| --------------------------------- | ------ | ------ | ------- | ------- | --------- | --------- |
| jednostka                         | osób   | %      | osób    | %       | osób      | %         |
| populacja                         | 4326   | 100    | 2120    | 49      | 2206      | 51        |
| gęstość zaludnienia (mieszk./km²) | 37,7   | 37,7   | 18,5    | 18,5    | 19,2      | 19,2      |

## Sołectwa
Chojny-Naruszczki, Czartoria, Drogoszewo, Gałkówka, Kaliszki, Korytki Leśne, Kuleszka, Leopoldowo, Łuby-Kiertany, Kraska, Łuby-Kurki, Miastkowo, Nowosiedliny, Podosie, Rybaki, Rydzewo, Rydzewo-Gozdy, Sosnowiec, Sulki, Tarnowo, Zaruzie.
Miejscowości bez statusu sołectwa:  Bartkowizna, Cendrowizna, Łubia (dołączona do sołectwa Tarnowo), Orło, Osetno (dołączone do sołectwa Drogoszewo)

## Sąsiednie gminy
Lelis, Łomża, Nowogród, Rzekuń, Troszyn, Śniadowo, Zbójna